# مدار هاله

مدارهای هاله، نقاط لاگرانژی L1، L2 یا L3 را مدار خود قرار می‌دهند (مدارها در نمودار نشان داده نشده‌اند).

مدار هاله. (به انگلیسی: Halo orbit) یک مدار تناوبی سه بعدی در نزدیکی یکی از نقاط L1، L2 یا L3 لاگرانژی در مسئله سه جسم مکانیک مداری است. اگرچه یک نقطهٔ لاگرانژ فقط یک نقطه در فضای خالی است، اما ویژگی خاص آن این است که می‌تواند مرکز مدار قرار بگیرد (مداری که تا مدتی برای یک جرم سوم؛ ماهواره، می‌تواند یک پارکینگ باشد). مدارهای هاله را می‌توان ناشی از تعامل بین کشش گرانشی دو بدن سیاره‌ای و کوریولیس و نیروی مرکزگرا بر روی یک فضاپیما دانست. مدار هاله در هر سیستم سه بدنه، به عنوان مثال، سیستم ماهواره‌ای خورشید-زمین-مدارگرد یا سیستم ماهواره‌ای کره زمین و ماه - گردشگر، وجود دارد. «خانواده» های مداوم هر دو مدار: هاله شمالی و جنوبی، در هر نقطهٔ لاگرانژ وجود دارند. از آنجا که مدار هاله‌ها ناپایدار هستند، برای نگهداری موقعیت مداری به نگه دارندهٔ ایستگاه نیاز است.
بیشتر ماهواره‌ها در مدار هاله ماهواره‌هایی هستند که برای هدف‌های علمی؛ مثلاً تلسکوپ‌های فضایی، به‌کار مشغولند.

## تعریف و پیشینه

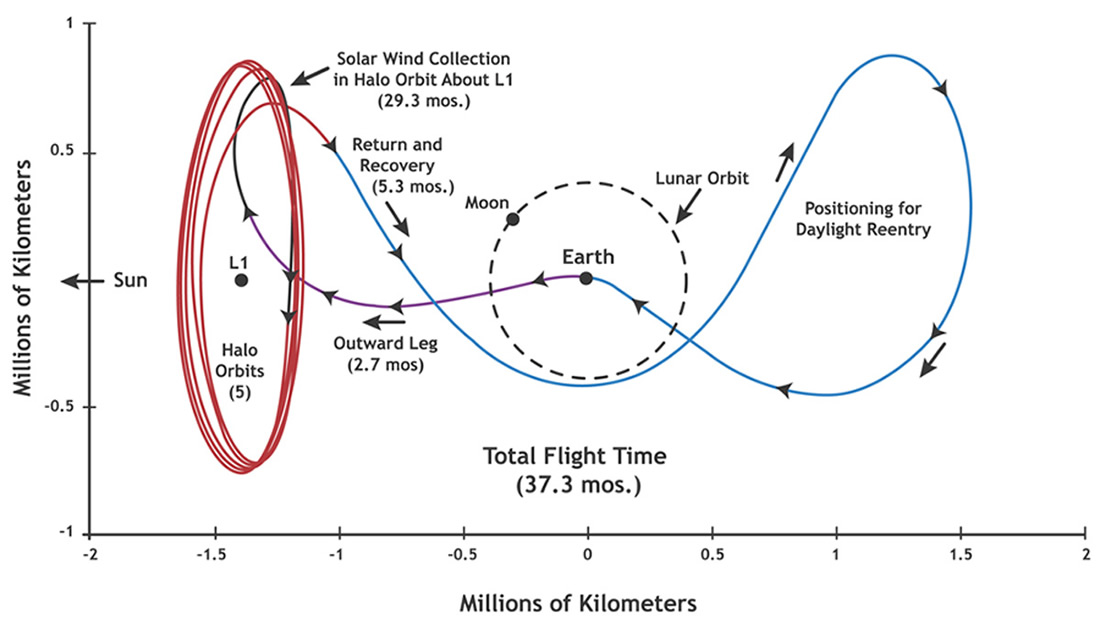
مدار هاله

رابرت دبلیو فرخار در پایان‌نامهٔ دکتری سال ۱۹۶۸ خود برای نخستین بار از نام «هاله» برای این مدارها استفاده کرد. او استفادهٔ فضاپیماها را در مدار هالهٔ خاص در سمت پنهان ماه (زمین-ماه L2) به عنوان ایستگاه رلهٔ ارتباطی برای مأموریت آپولو به سمت دور ماه پیشرفت داد. یک فضاپیما در چنین مدار هاله‌ای از دیدگاه مستمری؛ برای دیدن هم زمین و هم سمت دور ماه، برخوردار است. تا پایان پروژهٔ آپولو، هیچ ماهواره رله‌ای با آپولو پرتاب نشد، زیرا همه فرودهای انجام شده در سمت نزدیک ماه صورت گرفت.